# Шнаудер
Шна́удер (нем. Schnauder) — река в Германии, правый приток Вайсе-Эльстер, протекает по землям Саксония-Анхальт, Тюрингия и Саксония.
Площадь бассейна реки составляет 257,4 км².

## Гидрология
Река берёт начало в Байерсдорфе при слиянии Кайнаера и Линденбергер-Шнаудера.
Впадает в реку Вайсе-Эльстер севернее города Гройч, на высоте 122 м над уровнем моря.

## История
Река была известна с 1105 года, как Снудра (Snudra) известно, что в переводе означает «течёт вода». В 1831 на берегу реки располагались уже 31 водяные мельницы. Между Вильденхайн и Гройч (Groitzsch) от потока реки проведен 8 километровый канал для добычи бурого угля.